# Gladenbacher Bergland

Blick aus Süden vom Dreisberg auf den Ort Gladenbach

Das Gladenbacher Bergland, benannt nach der zentralen Stadt Gladenbach, ist ein bis 609,4 m ü. NHN hoher Mittelgebirgszug im Rheinischen Schiefergebirge an der Nahtstelle von Rothaargebirge (Norden und Nordwesten), Westerwald (Südwesten), (östlichem) Hintertaunus (im Süden) und Westhessischem Bergland im Osten.
Es liegt in Mittelhessen in den Landkreisen Marburg-Biedenkopf, Lahn-Dill und Gießen innerhalb der sogenannten Lahn-Dill-(Dietzhölze-)Schleife. Geringe Anteile des Oberen Lahntals im Nordwesten gehören mit der Stadt Bad Laasphe auch zum Kreis Siegen-Wittgenstein, NRW.
Im System der Naturräume in Deutschland stellt das Gladenbacher Bergland innerhalb der Haupteinheitengruppe 32 – Westerwald die Haupteinheit 320 dar.
Das Gladenbacher Bergland überschneidet sich in weiten Teilen mit dem in westlichere Richtungen umfassenderen und nach Südosten etwas enger gefassten Gebiet des Naturparks Lahn-Dill-Bergland, dessen Grenzen sich nach den Gemarkungen der beteiligten Gemeinden richten. Außerdem gehört es zu nicht geringen Anteilen zum historischen Hessischen Hinterland, weshalb auf die beiden genannten Artikel verwiesen wird, sofern es um Regionalverbände, Kultur und Geschichte geht. Geologie und Bergbau werden demgegenüber weitgehend im Artikel Lahn-Dill-Gebiet abgehandelt.

## Lage und Grenzen

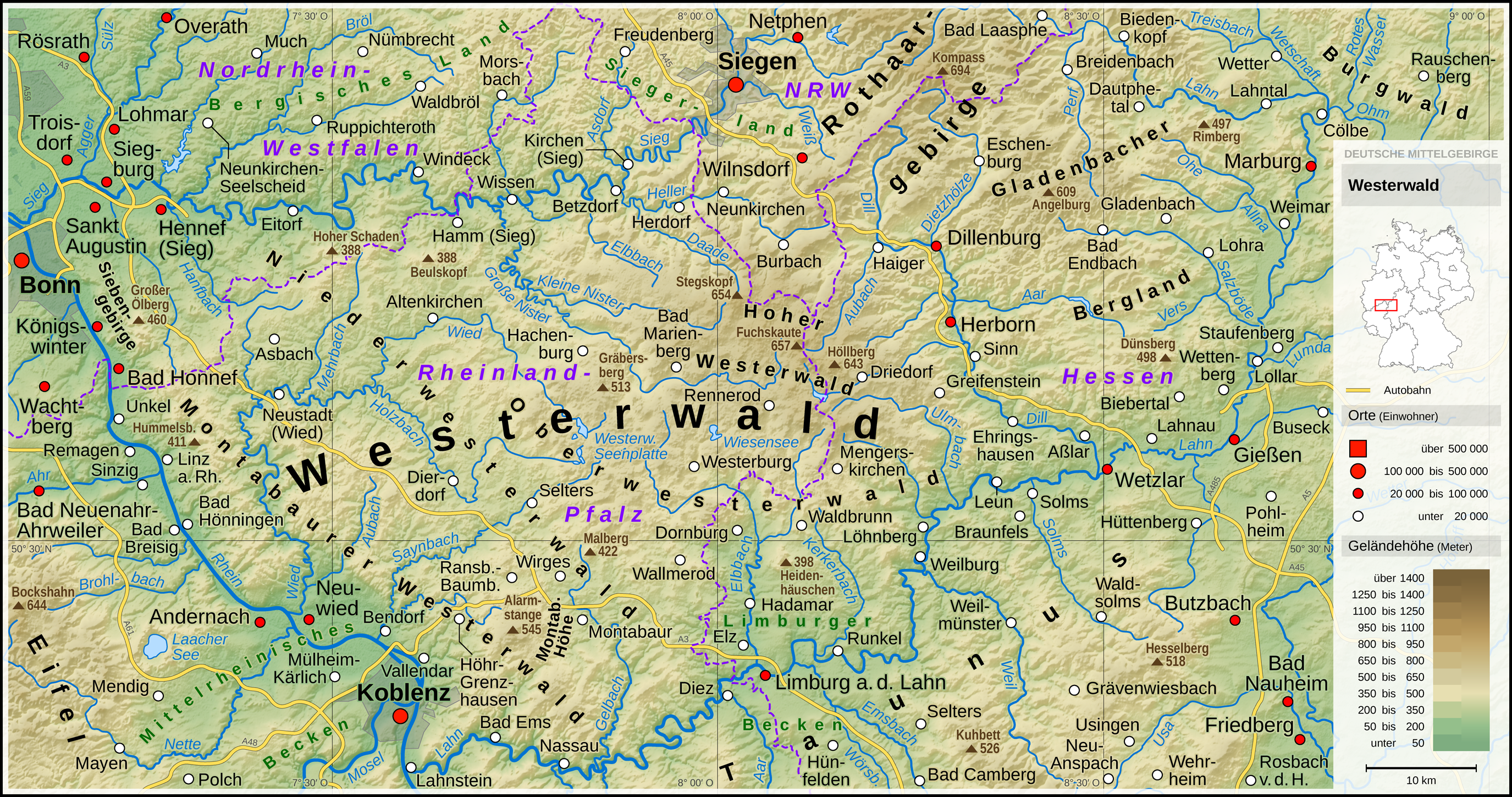
Das Gladenbacher Bergland nordöstlich des Westerwalds

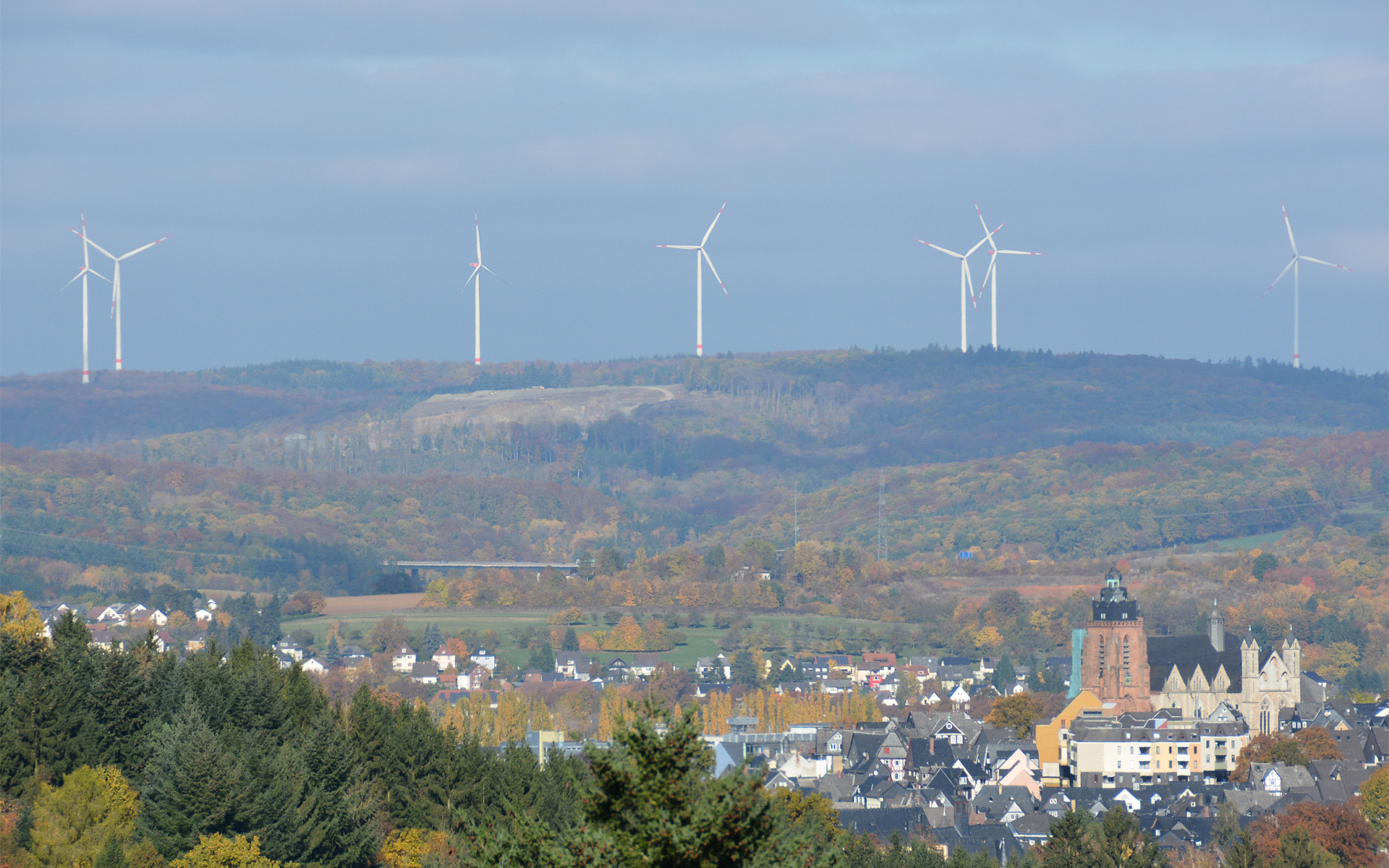
Das Gladenbacher Bergland im November 2016 von Wetzlar aus gesehen

An Lahn und Dill begrenzen – im Uhrzeigersinn, begonnen im Norden – neben diversen Gemeinden und Ortsteilen die folgenden Städte das Gladenbacher Bergland:
- Bad Laasphe (westlicher Norden)
- Biedenkopf (Norden)
- westliche Außenstadtteile Marburgs (nördlicher Osten)
- Lollar (südlicher Osten)
- Gießen (Südosten)
- Wetzlar (Süden)
- Herborn (südlicher Westen)
- Dillenburg (Westen)

Die nordwestlichen Übergänge ins Rothaargebirge sind vergleichsweise fließend. Hier wird die Wasserscheide zwischen den Lahn-Nebenflüssen Banfe und Perf als Grenze definiert.
Demgegenüber fällt die Trennung vom gleichen Höhenzug durch das (noch zum Gladenbacher Bergland gerechnete) Obere Lahntal im Norden vergleichsweise scharf aus.
Nach Nordosten erreicht das Gladenbacher Bergland nicht ganz das Tal der Lahn, da bereits der westlich dessen aufragende Marburger Rücken Teil des Über-Naturraumes Marburg-Gießener Lahntal ist. Hier bildet die diesseitige Elnhausen-Michelbacher Senke die Grenze.
Im mittleren und südlichen Osten ragt das Gladenbacher Bergland demgegenüber bis dicht ans jenseitige Tal der Lahn.
Im östlichen Süden grenzt das Marburg-Gießener Lahntal das Gladenbacher Bergland scharf vom (Östlichen) Hintertaunus ab, im südlichen Westen ist das Untere Dilltal eine nicht minder scharfe Grenze zum Westerwald.
Auch im nördlicheren Westen begrenzt der Naturraum Dilltal (nunmehr das Obere) das Gladenbacher Bergland. Hier folgt die Grenze allerdings nicht dem Tal der Dill selber, sondern dem ihres linken Nebenflusses Dietzhölze, welches eine klare Trennlinie zum Höhenzug der Struth zieht. Obgleich die Struth vom Höhenprofil her wie ein Ausläufer der Haincher Höhe und damit des Rothaargebirges anmutet, wird sie naturräumlich dem Oberen Dilltal mit hinzu gerechnet.

## Landschaften
In seiner Struktur weist das Gladenbacher Bergland eine gewisse Ähnlichkeit zum „eigentlichen“ Westerwald auf. Indes befindet sich das (analog dem Hohen Westerwald) über 600 m hohe, zentrale Plateau der Bottenhorner Hochflächen nördlich der Mitte und wird vom länglichen, etwa 100 m niedrigeren Höhenzug der Zollbuche durch das Tal der Salzböde nach Süden hin abgegrenzt.

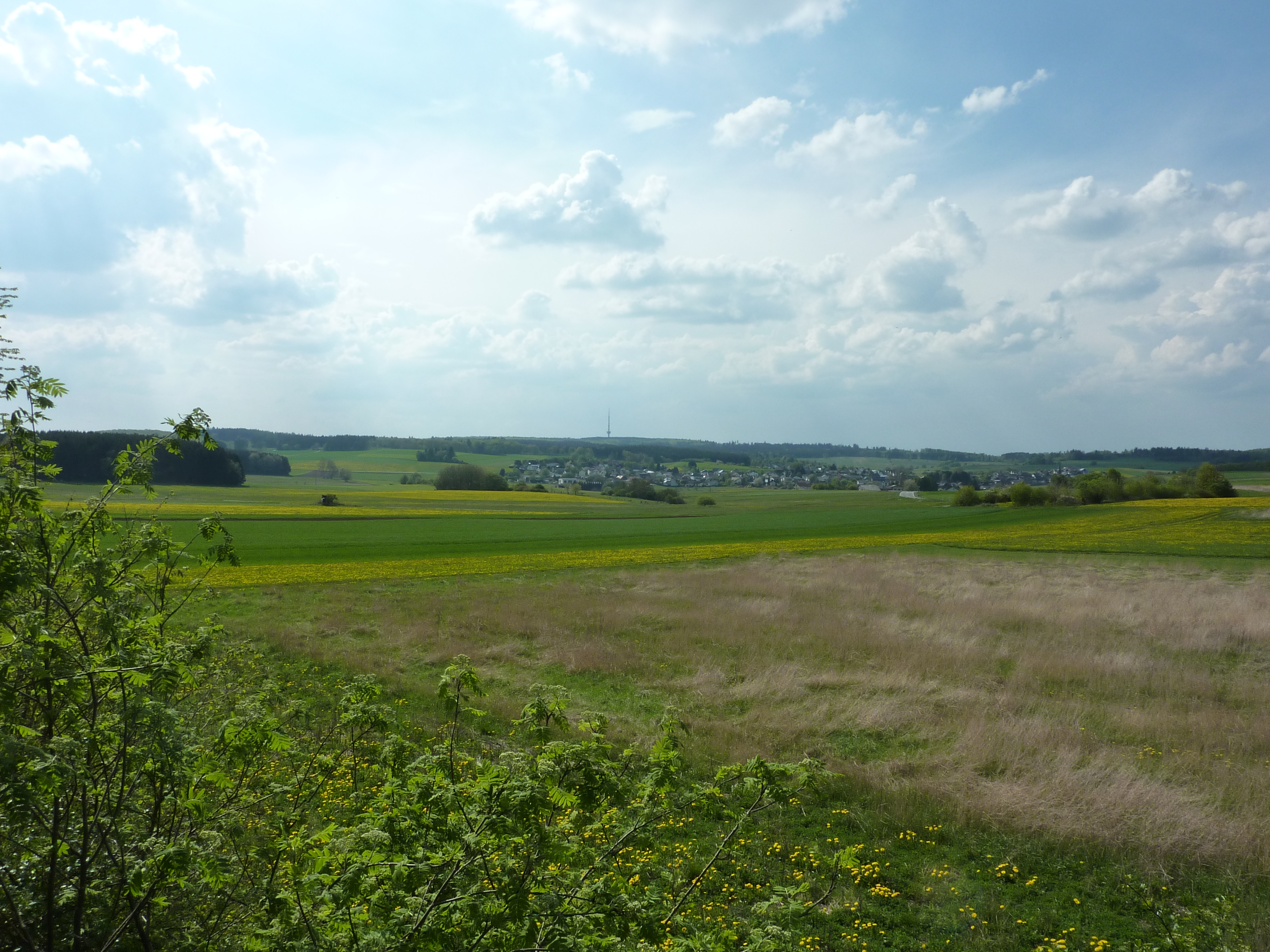
Blick aus Süd-Ost über die Bottenhorner Hochflächen

Nach Norden gehen die Hochflächen in den weniger reliefarmen Breidenbacher Grund über, der, nach Westen fließend, nach Norden durch die Lahn getrennt, ins Rothaargebirge übergeht und in jenen Randlagen gut 560 m erreicht.
Nach Südwesten nehmen von den Hochflächen aus im Schelder Wald die Höhen allmählich bis zum Dilltal von Höhen knapp unter 600 m auf knapp über 400 m ab, wobei die durch die Flusstäler zerteilte Landschaft vergleichsweise homogen und auch reliefreicher als in den Hochflächen ist.
Die sehr heterogenen, durch die Lemp voneinander getrennten Höhenzüge im Süden, Hörre (westlich) und Krofdorf-Königsberger Forst (östlich), werden durch die Täler der Flüsse Aar (Niederweidbacher Becken) und einiger Salzböde-Nebenflüsse (Salzbödetal) klar von den nördlichen und zentraleren Höhenzügen abgetrennt. Lediglich an Singularitäten (Dünsberg) werden knapp 500 m erreicht.
Das eigentliche untere Salzbödetal trennt auch, zusammen mit dem zum Oberen Lahntal gezählten Tal der Dautphe, die im Norden knapp 500 m hohen Damshäuser Kuppen im Nordosten vom Rest der Landschaft ab.
Östlich werden die Kuppen nur durch die Elnhausen-Michelbacher Senke vom Marburger Rücken und damit vom Westhessischen Bergland getrennt.

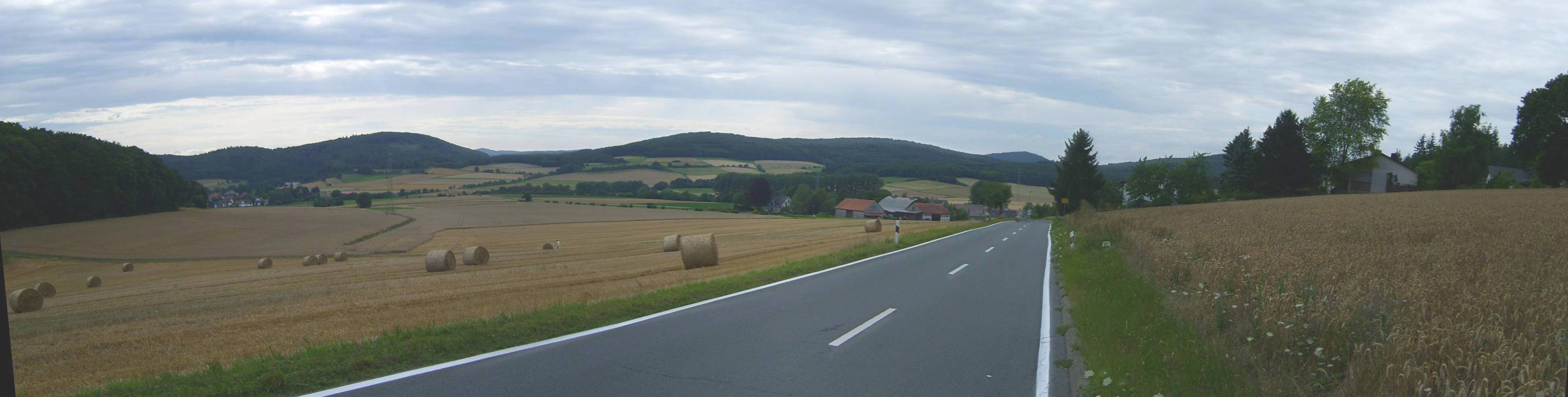
Die Elnhausen-Michelbacher Senke und der äußerste Nordosten der Damshäuser Kuppen mit Auersberg (385 m, links). Im Vordergrund Dagobertshausen, links hinten Elnhausen, beide Marburg

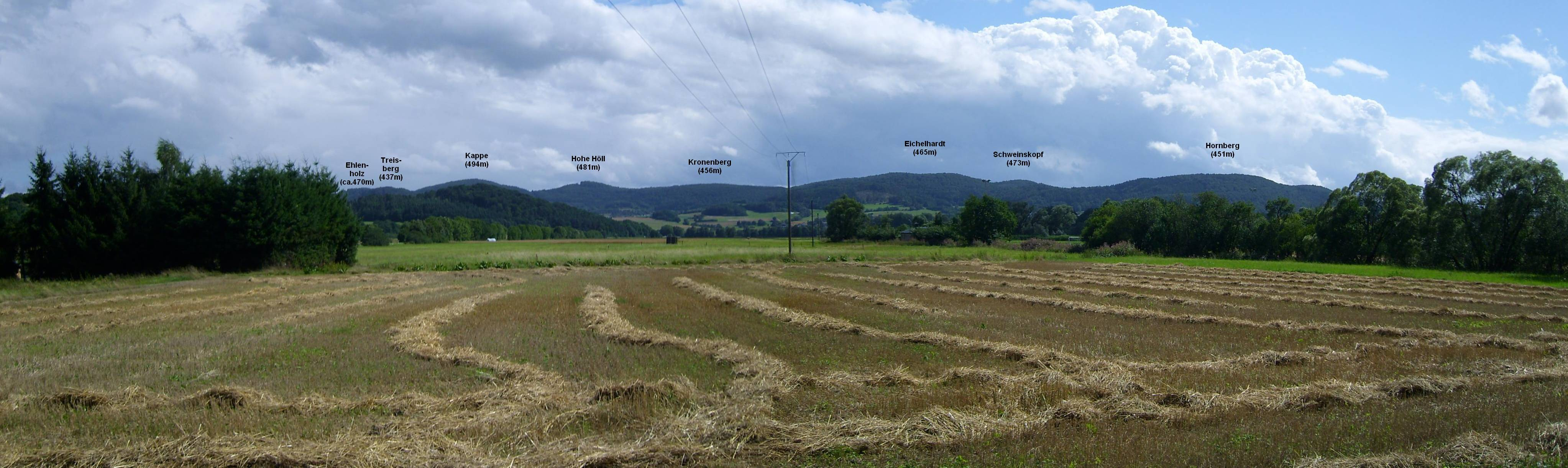
Das Obere Lahntal und die nordwestlichen Damshäuser Kuppen

## Naturräumliche Gliederung
Das Gladenbacher Bergland untergliedert sich wie folgt:
- 320 Gladenbacher Bergland (778,41 km²)
  - 320.0 Lahn-Dill-Bergland (499,46 km²)
    - 320.00 Breidenbacher Grund (99,03 km²)
    - 320.01 Bottenhorner Hochflächen (61,33 km²)
    - 320.02 Schelder Wald (79,33 km²)
    - 320.03 Zollbuche (78,10 km²)
    - 320.04 Hörre (59,75 km²)
    - 320.05 Krofdorf-Königsberger Forst (121,92 km²)

  - 320.1 Gladenbacher Hügelland (231,5 km²)
    - 320.10 Damshäuser Kuppen (66,56 km²)
    - 320.11 Elnhausen-Michelbacher Senke (31,75 km²)
    - 320.12 Salzbödetal (83,87 km²)
    - 320.13 Niederweidbacher Becken (49,32 km²)

  - 320.2 Oberes Lahntal (47,45 km²)

Der obige Über-Naturraum Lahn-Dill-Bergland darf nicht mit der Region bzw. dem Naturpark Lahn-Dill-Bergland verwechselt werden, deren Struktur sich eher an den beteiligten Kommunen denn an den Grenzen der Mittelgebirgs-Landschaften orientiert.

## Flüsse
Die obigen naturräumlichen Grenzen gliedern sich in der Hauptsache nach den Einzugsbereichen der Lahn- bzw. Dill-Nebenflüsse bzw. nach dem von diesen Flüssen getrennten Landschaften.
Die wichtigsten Fließgewässer sind – neben den nur außen verlaufenden Grenzflüssen Lahn, Dill und Dietzhölze – die Aar, die Salzböde, die Perf sowie, mit etwas Abstand, die Allna.
Im Uhrzeigersinn und damit lahnabwärts und dillaufwärts sortiert, angefangen am Oberlauf der Lahn im Norden, verfügen die folgenden Flüsse über ein Einzugsgebiet von über 20 km²:
(Verlinkt sind die Naturräume je in der Spalte ihres prägendsten Flusses!)
→ zur Gesamtliste
| Name             | Mutter- fluss | Länge [km] | Einzugs- gebiet [km²] | Ab- fluss [l/s] | Mündungs- höhe [m. ü. NN] | Naturräume (flussabwärts)                                                   | Straßen                | DGKZ     |
| ---------------- | ------------- | ---------- | --------------------- | --------------- | ------------------------- | --------------------------------------------------------------------------- | ---------------------- | -------- |
| Diete            | Perf (l)      | 8,8        | 24,64                 |                 | 310                       | Breidenbacher Grund                                                         | B 253                  | 25814-6  |
| Gansbach         | Perf (l)      | 11,1       | 23,17                 |                 | 349                       | Bottenhorner Hochflächen, Breidenbacher Grund                               | L 3042                 | 25814-2  |
| Perf             | Lahn (r)      | 20,0       | 113,13                | 1776            | 285                       | Bottenhorner Hochflächen, Breidenbacher Grund                               | L 3049, B 253          | 258-14   |
| Dautphe          | Lahn (r)      | 8,8        | 41,81                 | 533             | 245                       | Bottenhorner Hochflächen, Oberes Lahntal                                    | B 453                  | 258-16   |
| Elnhauser Wasser | Ohe (l)       | 5,9        | 24,25                 | 171             | 195                       | Elnhausen-Michelbacher Senke                                                |                        | 258326-6 |
| Ohe              | Allna (l)     | 11,5       | 44,28                 | 337             | 195                       | Damshäuser Kuppen, Elnhausen-Michelbacher Senke                             | L 3387                 | 25832-6  |
| Allna            | Lahn (r)      | 19,1       | 92,02                 | 665             | 172                       | Damshäuser Kuppen, Elnhausen-Michelbacher Senke                             | L 3387                 | 258-32   |
| Wenkbach         | Lahn (r)      | 7,2        | 20,77                 | 107             | 168                       | Salzbödetal, Marburger Lahntalsenke                                         |                        | 258-332  |
| Salzböde         | Lahn (r)      | 27,6       | 137,85                | 1322            | 164                       | Zollbuche, Salzbödetal, Krofdorf-Königsberger Forst, Marburger Lahntalsenke | L 3050, B 255, L 3048  | 258-34   |
| Vers             | Salzböde (r)  | 8,4        | 42,55                 |                 | 188                       | Salzbödetal                                                                 | L 3061                 | 25834-8  |
| Bieber           | Lahn (r)      | 13,5       | 34,68                 | 217             | 155                       | Krofdorf-Königsberger Forst, Gießener Lahntalsenke                          | L 3474, L 3286         | 258-394  |
| Lemp             | Dill (l)      | 11,7       | 34,97                 | 274             | 170                       | Krofdorf-Königsberger Forst, Krofdorf-Königsberger/Hörre                    | L 3052                 | 2584-92  |
| Aar              | Dill (l)      | 20,6       | 148,76                | 1602            | 210                       | Niederweidbacher Becken, Hörre/Schelder Wald, Unteres Dilltal               | B 255                  | 2584-6   |
| Siegbach         | Aar (r)       | 12,2       | 28,67                 |                 | 260                       | Bottenhorner Hochflächen, Zollbuche                                         | - / L 3050, - / L 3049 | 25846-6  |
| Schelde          | Dill (l)      | 12,0       | 35,03                 | 426             | 221                       | Schelder Wald                                                               | L 3042                 | 2584-56  |
| Dietzhölze       | Dill (l)      | 23,7       | 88,44                 | 1431            | 233                       | Rothaargebirge, Oberes Dilltal                                              | B 253                  | 2584-4   |

Die äußere Umrahmung des Gladenbacher Berglandes durch Lahn und Dill wird im Norden (Oberlauf der Lahn) von der B 62, im Osten von der B 3 Marburg–Gießen (größtenteils autobahnähnlich, im Marburger Gebiet deutlich außerhalb), im östlichen Süden von der B 49 Gießen–Wetzlar (größtenteils autobahnähnlich) und im Südwesten (Unterlauf der Dill) von der A 45 begleitet. Die Bundesstraße 253 Dillenburg-Biedenkopf (s. o.) schließt in etwa die verbleibende Lücke.

## Stillgewässer
Der wichtigste Stausee im Gladenbacher Bergland ist der Aartalsee (57 ha, 270 m ü. NHN) im Niederweidbacher Becken, gefolgt vom Perfstausee (18 ha, 301 m ü. NHN) im Breidenbacher Grund.

## Berge

### Hauptberge
Die folgende Tabelle enthält ein paar besonders wichtige Berge des Gladenbacher Berglands nebst Höhe über NHN, Dominanz, Prominenz und der daraus ermittelten rechnerischen Eigenständigkeit E; die Helligkeit des Hintergrunds deutet die jeweilige Eigenständigkeit als Berg an (hellste Stufe für E < 3,7, mittlere für E < 4,1): Zur besseren Differenzierung sind die Gemarkungen den alten Landkreisen zugeordnet, also Lahn-Dill-Kreis in Dillkreis (DIL) und Landkreis Wetzlar (WZ) sowie Kreis Marburg-Biedenkopf in Landkreis Marburg (MR) und Landkreis Biedenkopf (BID) aufgeteilt (und GI steht für Landkreis Gießen). Es sind insbesondere die höchsten sechs Gipfel aufgeführt, von denen drei nicht sehr eigenständig sind, sowie alle Berge mit einer Dominanz von mehr als 2 km.
| Name                                                   | Lage                                                 | Gemarkung                               | Höhe ü. NHN | Domi- nanz | Promi- nenz | E    | Bemerkungen |
| ------------------------------------------------------ | ---------------------------------------------------- | --------------------------------------- | ----------- | ---------- | ----------- | ---- | --- |
| Angelburg                                              | Bottenhorner Hochflächen (Zentrum)                   | Hirzenhain (DIL)                        | 609,4 m     | 12,2 km    | 190 m       | 2,86 | Höchster Berg des Gladenbacher Berglands; Sendeanlage; Südausläufer Hohe Gansbach ist Basis des Schelder Waldes zwischen Schelde und Tringensteiner Schelde sowie zwischen Tringensteiner Schelde und Siegbach |
| Schmittgrund                                           | Bottenhorner Hochflächen (Südrand)                   | Tringenstein (DIL)                      | 590,0 m     | 1,7 km     | 24 m        | 4,80 | zweithöchste Erhebung des Gladenbacher Berglands, jedoch eher ein Ausläufer der Angelburg; EZG des Siegbachs                                                                                                   |
| Eschenburg                                             | Schelder Wald (Norden)                               | Nanzenbach (DIL)                        | 589,0 m     | 5,8 km     | 90 m        | 3,58 | höchster und mit Abstand dominantester und prominentester Berg des Schelder Waldes zwischen Dietzhölze und Nanzenbach                                                                                          |
| Gewänn                                                 | Schelder Wald (Norden)                               | Eiershausen (DIL)                       | 585,2 m     | 1,0 km     | 33 m        | 4,90 | Basis des Schelder Waldes zwischen Dietzhölze und Nanzenbach |
| Mattenberg                                             | Bottenhorner Hochhlächen (Nordwesten)                | Oberhörlen (BID)                        | 577,5 m     | 3,5 km     | 56 m        | 4,05 | zwischen Dietzhölze und Gansbach |
| Sang                                                   | Schelder Wald (Nordosten)                            | Eiershausen (DIL)                       | 574,2 m     | 1,4 km     | 44 m        | 4,60 | Basis des Schelder Waldes zwischen Nanzenbach und Schelde |
| Hommerichskopf                                         | Breidenbacher Grund (Westen)                         | Achenbach (BID)                         | 561,6 m     | 1,2 km     | 80 m        | 4,39 | höchster Berg des Breidenbacher Grundes in unmittelbarer Nachbarschaft zum Rothaargebirge; Segment links der Diete                                                                                             |
| Schwarzenberg                                          | Breidenbacher Grund (Nordosten)                      | Breidenbach (BID)                       | 561,2 m     | 5,9 km     | 165 m       | 3,28 | nur zweithöchster, aber mit Abstand dominantester und prominentester Berg des Breidenbacher Grundes; Segment rechts der Perf                                                                                   |
| Daubhaus                                               | Bottenhorner Hochflächen (Östrand)                   | Rachelshausen (BID)                     | 551,8 m     | 4,9 km     | 49 m        | 3,95 | prägt die Skyline des Berglands von Osten |
| Stocksol                                               | Bottenhorner Hochflächen (Norden)                    | Gönnern (BID)                           | 549,3 m     | 2,0 km     | 22 m        | 4,77 | zwischen Gansbach und Perf |
| Schadenberg                                            | Breidenbacher Grund (Südwesten)                      | Niederdieten (BID) / Niederhörlen (BID) | 545,1 m     | 2,0 km     | 126 m       | 3,93 | höchster Berg des Segments zwischen Diete und Hörle |
| Hohe Koppe                                             | Schelder Wald (nördlich des Zentrums)                | Nanzenbach (DIL)                        | 540,2 m     | 2,0 km     | 57 m        | 4,31 | zwischen Schelde und Tringensteiner Schelde |
| Schloßberg                                             | Bottenhorner Hochflächen (Nordosten)                 | Holzhausen (BID)                        | 540,0 m     | 2,5 km     | 42 m        | 4,35 | zwischen Perf und Dautphe |
| Nimerich                                               | Breidenbacher Grund (Südosten)                       | Dautphe (BID)                           | 532,8 m     | 1,9 km     | 65 m        | 4,27 | höchste Erhebung der Gemeinde Dautphetal |
| Stockseite                                             | Schelder Wald (Zentrum)                              | Oberscheld (DIL)                        | 515,8 m     | 2,9 km     | 45 m        | 4,24 | zwischen Tringensteiner Schelde und Siegbach |
| Schönscheid                                            | Zollbuche (Westteil)                                 | Hartenrod (BID) / Günterod (BID)        | 498,0 m     | 1,7 km     | 73 m        | 4,27 | höchster Berg der Zollbuche nach orographischem Zuschnitt |
| Dünsberg                                               | Krofdorf-Königsberger Forst (Zentrum)                | Königsberg (GI) / Fellingshausen (GI)   | 497,7 m     | 13,9 km    | 194 m       | 2,79 | dominantester und prominentester Berg des Gladenbacher Berglandes; Fernsehturm und AT |
| Rimberg                                                | Damshäuser Kuppen (Zentrum)                          | Damshausen (BID) / Caldern (MR)         | 497,1 m     | 6,8 km     | 135 m       | 3,30 | höchste der Damshäuser Kuppen, AT |
| Kappe                                                  | Damshäuser Kuppen (Norden)                           | Damshausen (BID)                        | 493,5 m     | 1,9 km     | 86 m        | 4,13 | zweithöchste Damshäuser Kuppe |
| Endbacher Platte (Westgipfel)                          | Zollbuche (Zentralteil)                              | Bad Endbach (BID)                       | 487,7 m     | 3,0 km     | 80 m        | 3,95 | zentraler Berg des Zollbuche-Höhenzugs |
| Hemmerich                                              | Zollbuche (Ostteil)                                  | Rodenhausen (MR)                        | 475,7 m     | 4,5 km     | 121 m       | 3,56 | prägend für die Skyline des Berglands von Osten bis Südosten |
| Schweinskopf                                           | Damshäuser Kuppen (Westen)                           | Friedensdorf (BID)                      | 473,0 m     | 2,4 km     | 58 m        | 4,21 | zwischen Dautphe und Ohe |
| Alte Berge (Zentralgipfel)                             | Zollbuche (Zentralteil)                              | Oberweidbach / Roßbach (beide: BID→WZ)  | 460,5 m     | 2,5 km     | 62 m        | 4,16 | Süden des Zentralteils, die Zollbuche ist genau an der Scharte zur Endbacher Platte |
| Blätterwand                                            | Schelder Wald (Südosten)                             | Offenbach (DIL)                         | 456,0 m     | 2,3 km     | 85 m        | 4,05 | unmittelbar westlich (rechts) des Siegbachs |
| Alteburg                                               | Hörre (westliches Zentrum)                           | Ballersbach (DIL)                       | 445,1 m     | 5,1 km     | 135 m       | 3,44 | höchster Berg der Hörre |
| Altenberg                                              | Krofdorf-Königsberger Forst (Westteil)               | Hohensolms (WZ)                         | 442,2 m     | 4,4 km     | 109 m       | 3,62 | höchster Berg des Westteils (Königsberger Forst); AT, die Sicht allerdings allmählich zugewachsen |
| Adlerhorst                                             | Krofdorf-Königsberger Forst (Westteil)               | Oberlemp (WZ)                           | 434,6 m     | 4,5 km     | 41 m        | 4,08 | äußerster Nordwesten des (Teil-)Naturraums |
| Windfeld                                               | Hörre (Nordrand)                                     | Bicken (DIL) / Offenbach (DIL)          | 422,0 m     | 1,7 km     | 59 m        | 4,37 | in nächster Nähe zur Aar zwischen Bicken und Offenbach nebst Bundesstraße 255 |
| Hungert                                                | Damshäuser Kuppen (Nordostrand)                      | Caldern (MR)                            | 411,5 m     | 2,8 km     | 79 m        | 3,99 | prägt die Skyline des Berglands von Norden bis Osten |
| Auersberg                                              | Damshäuser Kuppen (Ostrand)                          | Dilschhausen (MR) / Elnhausen (MR)      | 390,0 m     | 2,8 km     | 82 m        | 3,97 | prägt die Skyline des Berglands von Osten |
| Donnerberg                                             | Damshäuser Kuppen (Südwestrand)                      | Friebertshausen (BID)                   | 369,7 m     | 2,7 km     | 52 m        | 4,21 | prägt die Skyline des Berglands von Südosten |
| Kirchberg                                              | Salzbödetal                                          | Gladenbach (BID)                        | 362,3 m     | 2,3 km     | 50 m        | 4,30 | höchster Berg zwischen Allna und Salzböde östlich der Bundesstraßen Runzhausen–Gladenbach–Erdhausen |
| Anhöhe zwischen Forsthaus Waldhaus und dem Frauenkreuz | Krofdorf-Königsberger Forst (Nordostteil)            | Krofdorf-Gleiberg (GI)                  | 355,1 m     | 2,9 km     | 52 m        | 4,17 | höchste Erhebung im Krofdorfer Forst |
| Königstuhl                                             | Krofdorf-Königsberger Forst (Südosten des Westteils) | Waldgirmes (WZ) / Atzbach (WZ)          | 348,4 m     | 1,9 km     | 70 m        | 4,23 | süd(öst)lichster Berg des Gladenbacher Berglands |

Anmerkungen zu Bergen ohne Artikel
1. ↑  Dominanz zur Angelburg; Scharte zu ebender auf ca. 566 m an der multiplen Wegkreuzung unmittelbar nordwestlich (Lage)
2. ↑  Dominanz zur Eschenburg, Scharte auf ca. 552 m
3. ↑  Dominanz zur Angelburg, Scharte auf ca. 522 m zwischen Hornberg und Kurzbeil im SW (Lage), zur Eschenburg
4. ↑  Dominanz zum Gewänn, Scharte auf ca. 532 m
5. ↑  Dominanz zum Spreitzkopf im NW; zwei Scharten zu ebendem auf etwa 482 m zwischen dem Berg und Hesselbach
6. ↑  Dominanz zur Angelburg im S, zwei Scharten auf ca. 527 m
7. ↑  Dominanz zum Hahn im NW; Scharte knapp unter 420 m an der Landesstraße Oberdieten–Oberhörlen (zum Mattenberg)
8. ↑  Prominenz zum Sang im NW oder zum Schmittgrund im ONO; Scharte auf 483,6 m (laut altem Messtischblatt Oberscheld) nordöstlich des Bergs (Lage)
9. ↑  Höhe laut alten Messtischblättern über 540 m; Dominanz zum Stocksol im W (sollte die Paulskappe im S höher sein, so betrüge die Dominanz nur 1,9 km); Scharte auf ca. 498 m nördlich des Hilsbergs (Lage)
10. ↑  Dominanz zur Hohen Koppe; Scharte auf minimal über 470 m westlich von Oberndorf (Lage)
11. ↑  Dominanz zum Hitschhohl im NW, Scharte zu ebendem auf ca. 425 m (Lage)
12. ↑  Siehe Damshäuser Kuppen#Kappe-Gruppe.
13. ↑  Dominanz zur Schönscheid; Scharte zu ebender auf ca. 408 m in Günterod (Lage)
14. ↑  Dominanz zu Westgipfel der Endbacher Platte (487,7 m); Scharte auf etwa 355 m unmittelbar nordwestlich des Bergs, Kreisstraße Erdhausen–Rodenhauseen
15. ↑  Dominanz zur Endbacher Platte, Scharte ist die Zollbuche
16. ↑  Dominanz zum Gerhardsberg im NW; Scharte auf etwa 375 m westlich von Übernthal (Lage), zur Stockseite
17. ↑  Dominanz zum Altenberg; Scharte laut Messtischblatt Rodheim-Bieber von 1950 (landkartenarchiv.de) auf 393,7 m unmittelbar westlich des Altenbergs (L 3053), es existieren mehrere Scgarten in etwa dieser Höhe
18. ↑  Höhe des Südostgipfels laut Höhenlinien geschätzt, der Nordostgipfel ist mit 413,6 m verzeichnet; Dominanz zur Alteburg; Scharte auf ca. 363 m unmittelbar westlich von Bellersdorf, Straße nach Bicken
19. ↑  Auf alten Karten wird die Höhe mit 385,3 m angegeben (Messtischblatt Buchenau von 1907, Deutsche Fotothek), der Berg übersteigt laut Digitalem Geländemodell aber die 390-m-Höhenlinie (BfN-Dienst). Dominanz zum Störner (und zum Hungert); Scharte liegt unmittelbar westlich des Bergs auf ca. 308 m.
20. ↑  Dominanz zum Auersberg; Scharte auf etwa 318 m unmittelbar nordwestlich des Bergs
21. ↑  Dominanz zum Dreisberg; Scharte nördlich von Gladenbach (Lage)
22. ↑  Dominanz zu Nordausläufer des Dünsbergs westlich von Krumbach, Scharte zum Dünsberg auf ca. 303 m.

Die eigenständigsten Berge sind Dünsberg und Angelburg, in deutlichem Abstand folgen Schwarzenberg und Rimberg, dann die Alteburg und schließlich Hemmerich, Eschenburg und Altenberg; alle anderen Berge liegen sehr deutlich darunter.

### Berge nach Naturraum

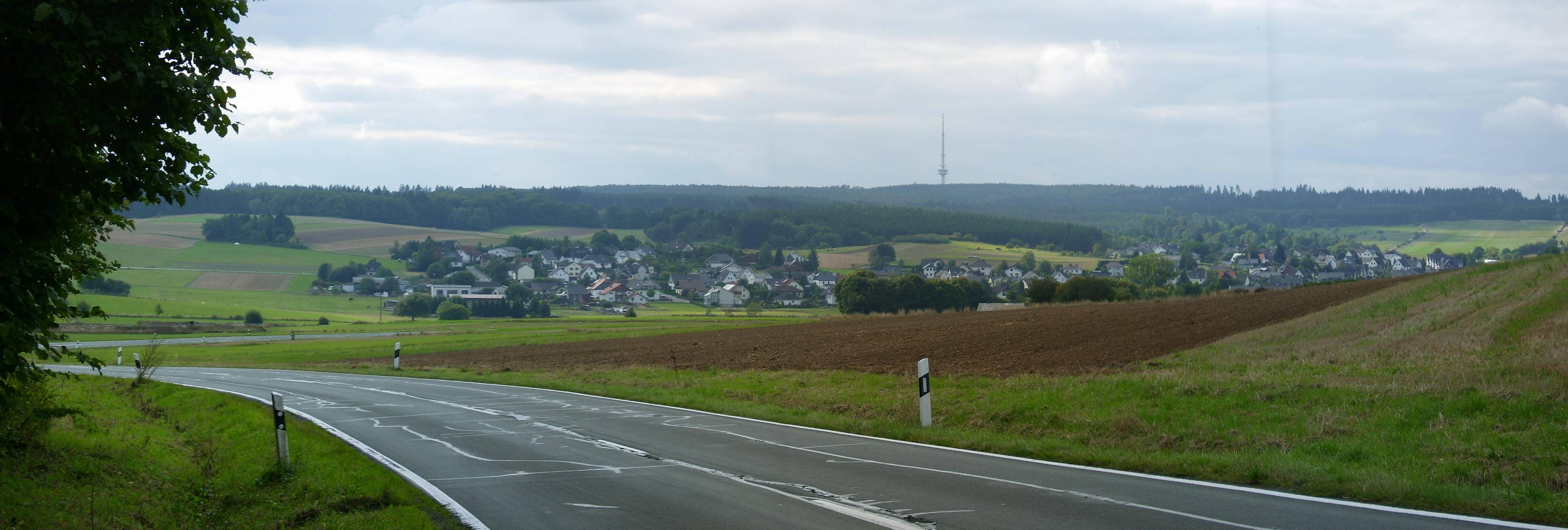
Blick auf Bottenhorn in einer leichten Mulde (485 m aufwärts) auf den Bottenhorner Hochflächen. Im Hintergrund die Angelburg.

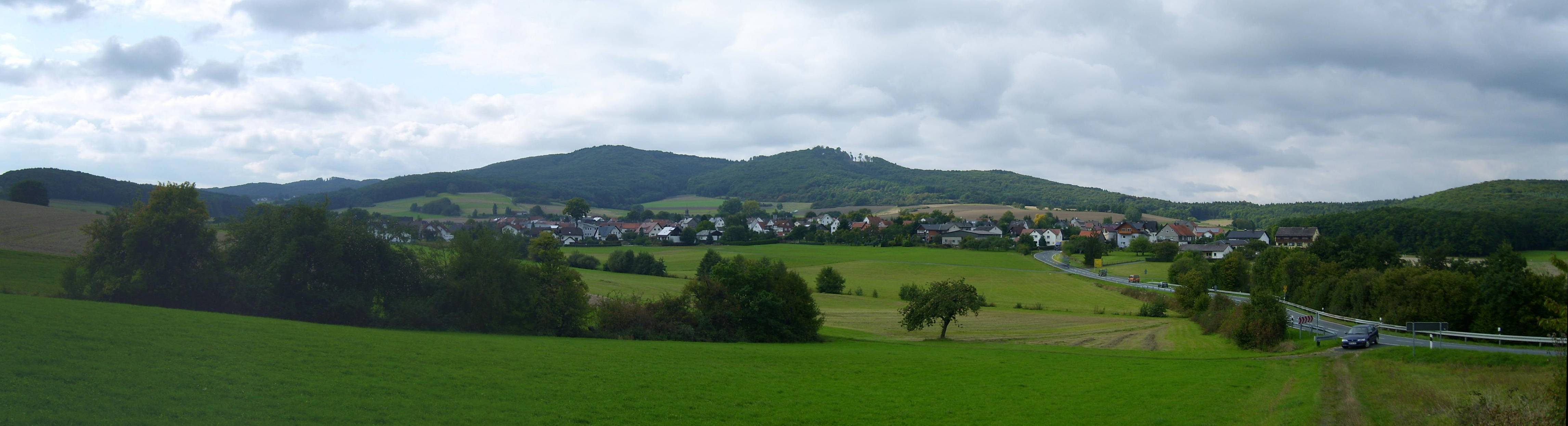
Daubhaus (552 m, links der Mitte) und Allberg (528 m) am äußersten Ostrand der Bottenhorner Hochflächen. Im Vordergrund der Gladenbacher Ortsteil Runzhausen

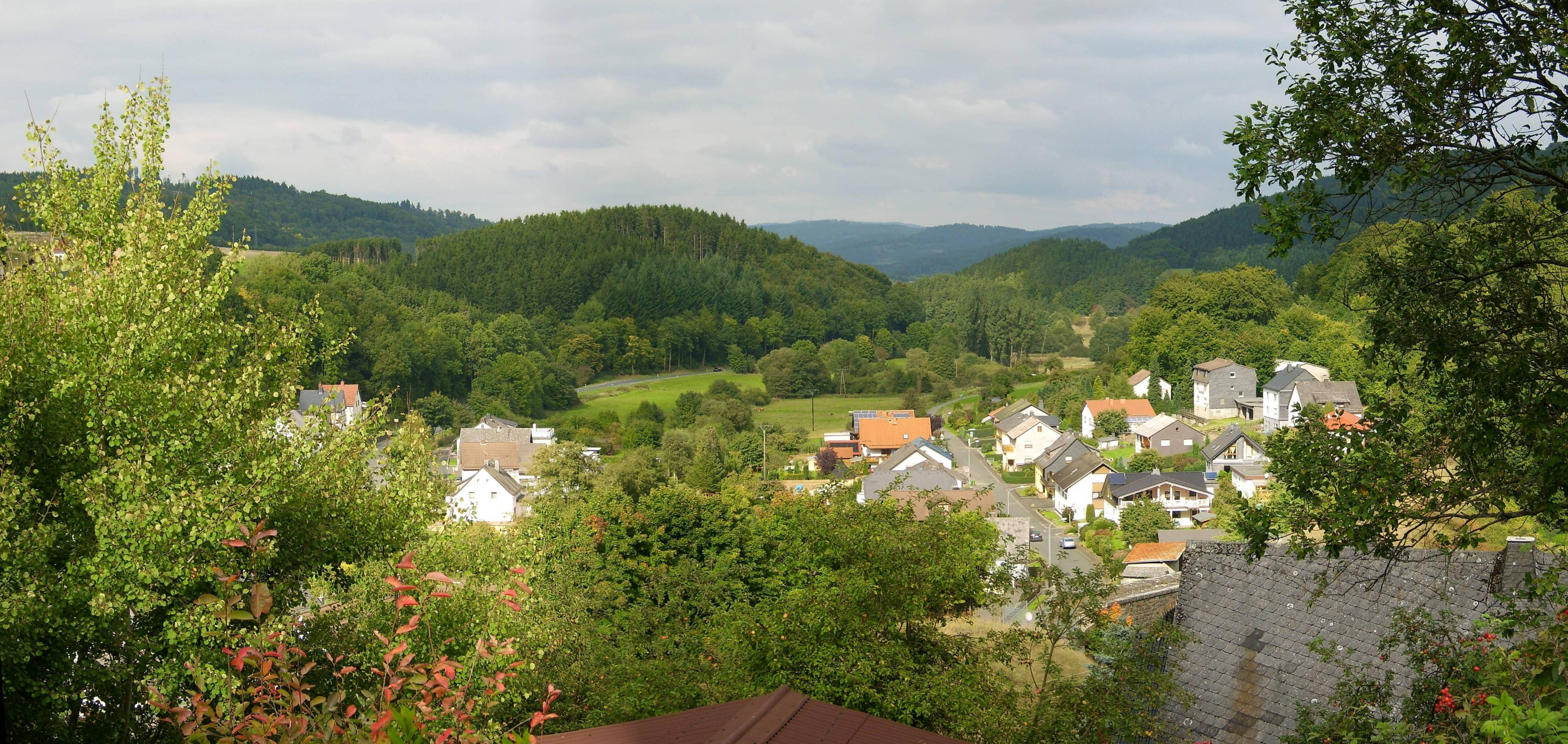
Das untere Gansbachtal bei Frechenhausen, im Hintergrund der Schwarzenberg (Breidenbacher Grund) und die Sackpfeife

Geordnet nach den Höhenzügen bzw. Naturräumen, wird das Gladenbacher Bergland u. a. von den folgenden Erhebungen geprägt:

#### Bottenhorner Hochflächen

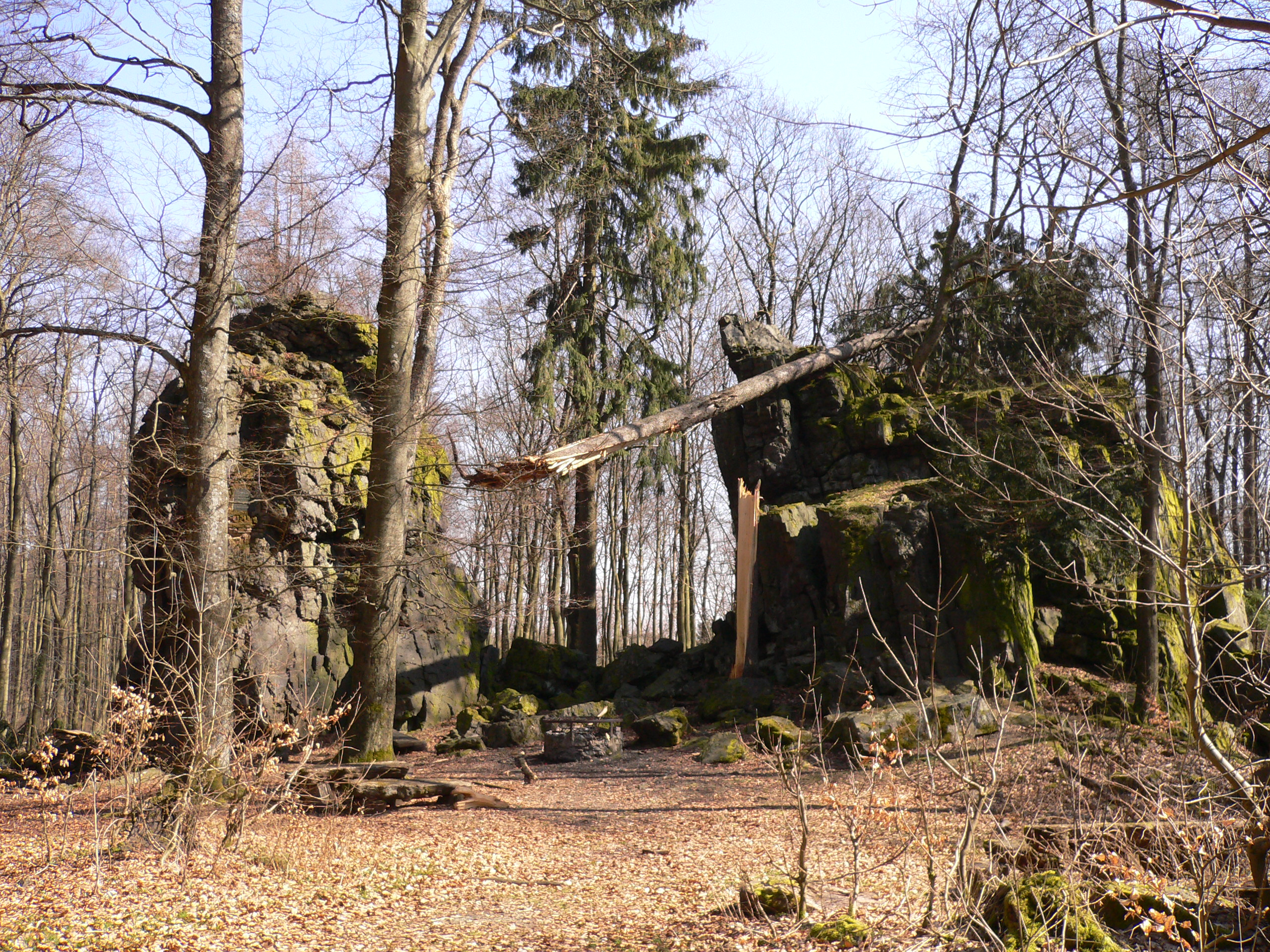
Wilhelmsteine im Schelderwald

Die Bottenhorner Hochflächen liegen nordwestlich des Zentrums des Gladenbacfher Berglands. Ihre Grenze zum Schelder Wald nach Südwesten verläuft in etwa entlang der Straßen Eiershausen – Hirzenhain–Bahnhof – Tringenstein, ihre Südgrenze zur Zollbuche entlang der Straße Eisemroth – Hartenrot – Bad Endbach, wobei das obere Salzbödetal bereits zur Zollbuche gerechnet wird. Wommelshausen und Römershausen liegen am Südostrand knapp außerhalb, Rachelshausen in Randlage. Im Norden bildet die Straße Oberhörlen – Niederhörlen – Niedereisenhausen – Hommertshausen in etwa die Grenze zum Breidenbacher Grund, wobei sie zwischen den beiden letztgenannten Dörfern etwas südlicher liegt.
Ausgehend von der Angelburg, die auch Basis des südöstlicheren Teils des Schelder Waldes ist, gliedern sich die Hochflächen folgendermaßen in einzelne Rücken und Riedel:
- Angelburg (609,4 m) – westlich des Zentrums; Südausläufer Hohe Gansbach ist auch Basis des Schelder Waldes
  - Schmittgrund (590 m), südöstlicher Angelburg-Ausläufer – nordöstlich von Tringenstein und südwestlich von Wallenfels
  - Würgeloh (563,9 m)m durch den Hirschbach (zum Siegbach) vom Schmittgrund getrennt – südöstlich von Wallenfels und nordwestlich von Schlierbach
  - südlichste Gipfel, von West nach Ost:
    - Hirschhohl (502,4 m), westlich des Salzböde-Quelllaufs
    - Warthe (460,5 m), zwischen Salzböde und Schlierbach – westlich von Hartenrod
    - Hülsberg (502,6 m), zwischen Schlierbach und Hülshofbach – nordöstlich von Schlierbach
    - Ebersberg (507,8 m), zwischen Hülshofbach und Wommelshäuser Bach – südlich von Hülshof
    - Schweinskopf (519,2 m), zwischen Hülshofbach und Dernbach – östlich von Hülshof und südwestlich von Dernbach; Diabas-Steinbruch
- nordwestlichster Riedel, zwischen Dietzhölze und Gansbach, von Südwest nach Nordost:
  - Kurzbeul (566 m) – nördlich von Hirzenhain und östlich oberhalb Eiershausens
  - Hornberg (570,4 m)
  - Mattenberg (577,5 m) – östlich oberhalb von Simmersbach und nordwestlich von Lixfeld
  - Madche (558,6 m) – westlich von Gönnern
  - Steffenberg (489 m), Namensgeber der Gemeinde Steffenberg – südwestlich von Niedereisenhausen
- von der Angelburg ausgehender Riedel zwischen Gansbach und Perf, von Südwest nach Nordost:
  - Stocksol (549,3 m) – nordöstlich von Frechenhausen und südwestlich von Steinperf
  - Vogelberg (492,4 m)
- Riedel zwischen Perf und Hausebach, von Süd nach Nord:
  - Scheid (538,7 m) – östlich von Bottenhorn
  - Kreuzberg (523,8 m)
  - Schotterwerk –– südlich von Steinperf
- Riedel zwischen Hausebach und Dautphe, von Süd nach Nord:
  - Paulskappe (gut 540 m), unmittelbar nördlich der etwas kleinere Hilsberg – nordöstlich von Bottenhorn und südwestlich von Holzhausen
  - Schloßberg (ca. 540 m) – östlich von Steinperf und westlich von Holzhausen; nordöstlich davon:
  - Bolzeberg (519,8 m), nordwestlich davon:
  - Schotterwerk – südöstlich von Obereisenhausen
- „Allberge“, Riedel östlich der Dautphe, von Süd nach Nord:
  - Daubhaus (551,8 m) – äußerster Osten, nördlich von Rachelshausen
  - Allberg (527,7 m) – nordöstlich des Daubhaus
  - Hünstein (503,7 m) – kein wirklich eigenständiger Berg, jedoch mit Aussichtsturm; Namensgeber von Holzhausen am Hünstein

#### Schelder Wald

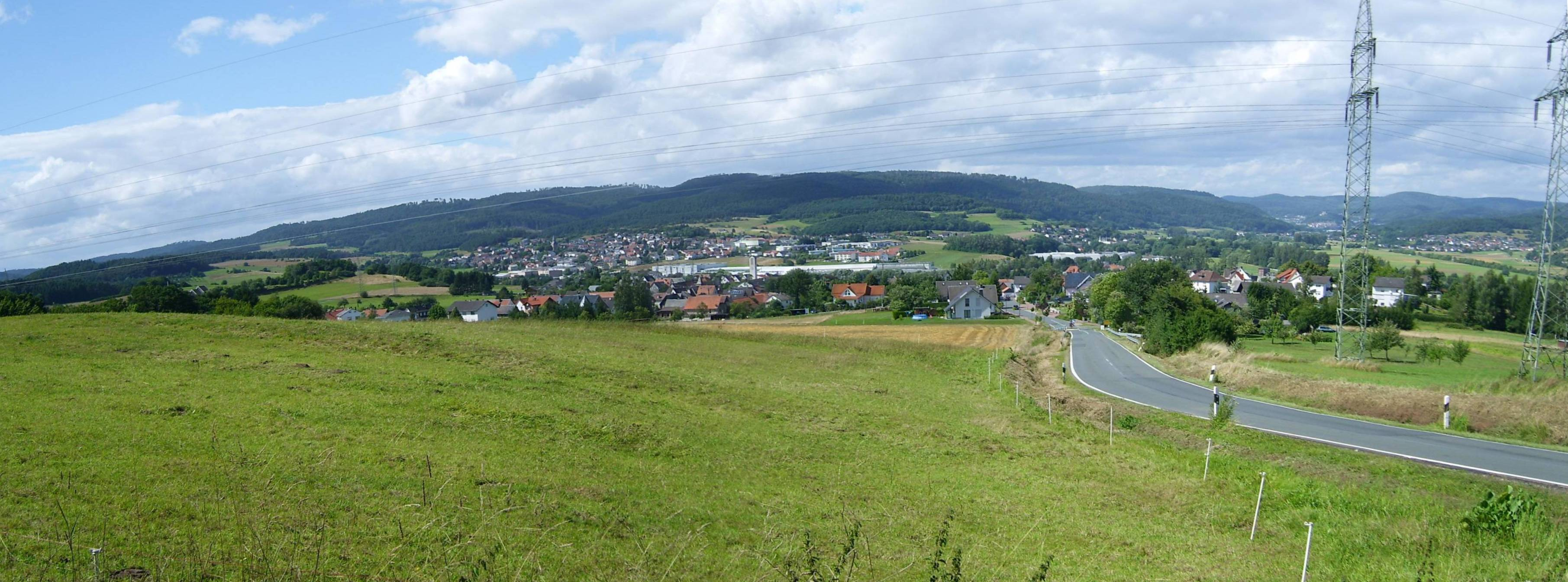
Der Nimerich und Friedensdorf. Rechts im Hintergrund Biedenkopf und der 631 m hohe Sackpfeifen-Ableger Hainpracht

Der Schelder Wald im engeren Sinne liegt im Westen des Gladenbacher Berglands. Er teilt sich in vier deutlich durch Bachtäler voneinander getrennte Riedel auf (jeweils von Nordost nach Südwest):
- Riedel zwischen Dietzhölze und Nanzenbach
  - Gewänn (585,2 m) – südwestlich von Hirzenhain und südlich oberhalb Eiershausens
  - Eschenburg (590 m ü. NN) – östlich oberhalb Wissenbachs und nördlich von Nanzenbach
  - Haunstein (471,1 m) – östlich oberhalb Manderbachs
  - Eichenruck (428,9 m) – unmittelbar nordöstlich von Dillenburg
- Riedel zwischen Nanzenbach und Schelde
  - Sang (574,2 m) – südlich von Hirzenhain
  - Appersberg (525,3 m) – ostsüdöstlich von Nanzenbach
  - Zimberg (433,6 m) – südlich von Eibach, nordöstlich von Niederscheld und westnordwestlich von Oberscheld
- Riedel zwischen Schelde und Tringensteiner Schelde (Schelder Wald im engsten Sinne)
  - nordöstliche Basis (557 m) – unauffälliger Randgipfel der Angelburg
  - Hohe Koppe (540,2 m) – südwestlich der Angelburg und nordwestlich von Tringenstein
  - Geierskopf (416,6 m) – nordöstlich von Oberscheld
- Riedel zwischen (Tringensteiner) Schelde und Siegbach
  - Stockseite (516 m) – ostnordöstlich von Oberscheld und nordwestlich von Eisemroth
  - südliche Gipfel von West nach Ost:
    - Volpertsberg (426 m) – nordwestlich von Herbornseelbach
    - Wasenberg (459,3 m)
    - Blätterwand (456 m) – südwestlich von Übernthal und nördlich von Offenbach

#### Breidenbacher Grund
Der Breidenbacher Grund liegt im äußersten Nord(west)en des Gladenbacher Berglands. Er teilt sich in orographische Höhenzüge auf, beginnend im Südwesten:
- Südwest-Segment zwischen Hörle (SO), Perf (NO) und Diete (NW)
  - Galgenberg (541 m) – äußerster Südwesten, nordöstlich von Simmersbach
  - Schadenberg (545 m) – südwestlich des Zentrums
- Westsegment zwischen Diete (SW), Perf (NO) und Boxbach (NW) mit dem Gladenbach im Inneren des nach Nordosten offenen Hufeisens
  - Hemmerichskopf (561,6 m) – nördlich von Achenbach
- Nordwest-Segment zwischen Lahn (N) und Perf (O)
  - Entenberg (535 m) – Nordwesten, Übergang ins Rothaargebirge
- Schwarzenberg im weiteren Sinne, Segment rechts der Perf im Osten
  - Hachenberg (552 m) – südwestlich von Biedenkopf, Norden des Schwarzenbergs
  - Schwarzenberg (561,2 m) – nördlich zentral, südwestlich von Biedenkopf und östlich von Breidenbach
  - Nimerich (533 m) – Osten, westnordwestlich von Wolfgruben, höchste Erhebung der Gemeinde Dautphetal

#### Zollbuche

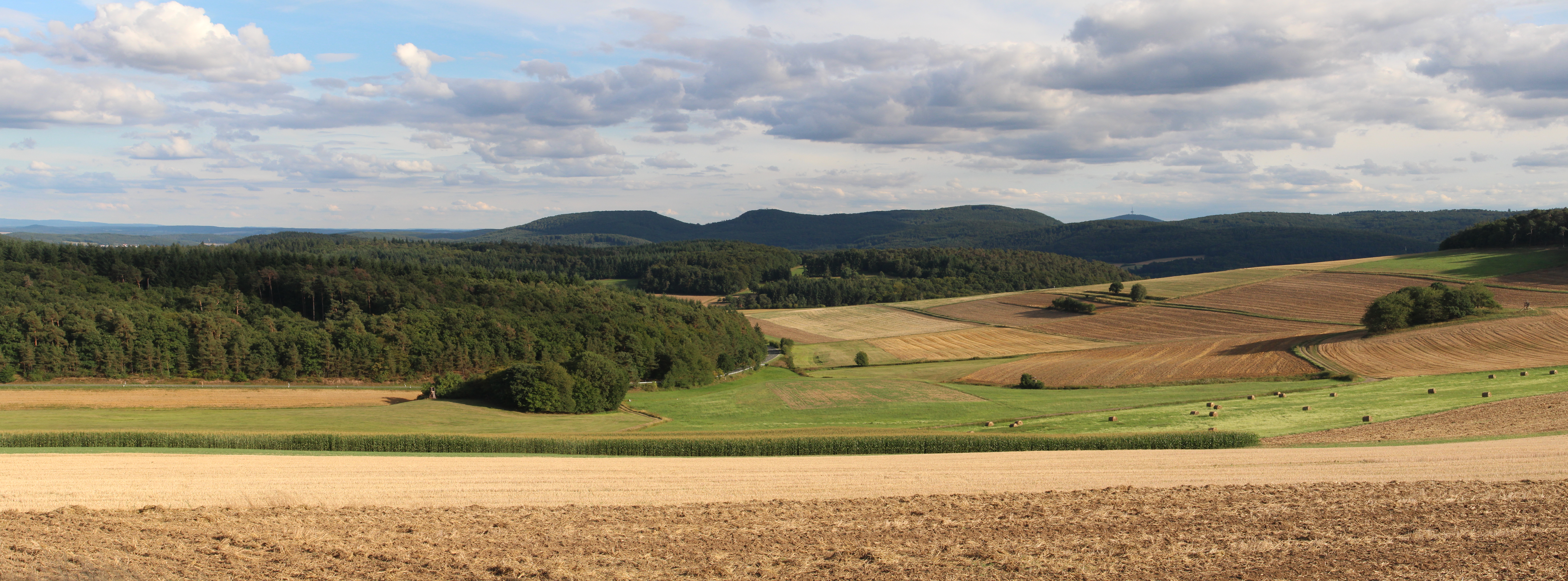
Die markanten Erhebungen am Ostrand des Naturraums Zollbuche von Norden aus gesehen (von rechts bis zur Mitte): Dreisberg (448 m), Koppe (454 m) und Hemmerich (470 m). Rechts der Mitte erkennt man den entfernteren Dünsberg (498 m), während der Zollbuche-Höhenzug nach rechts in die Endbacher Platte (bis 488 m) übergeht.

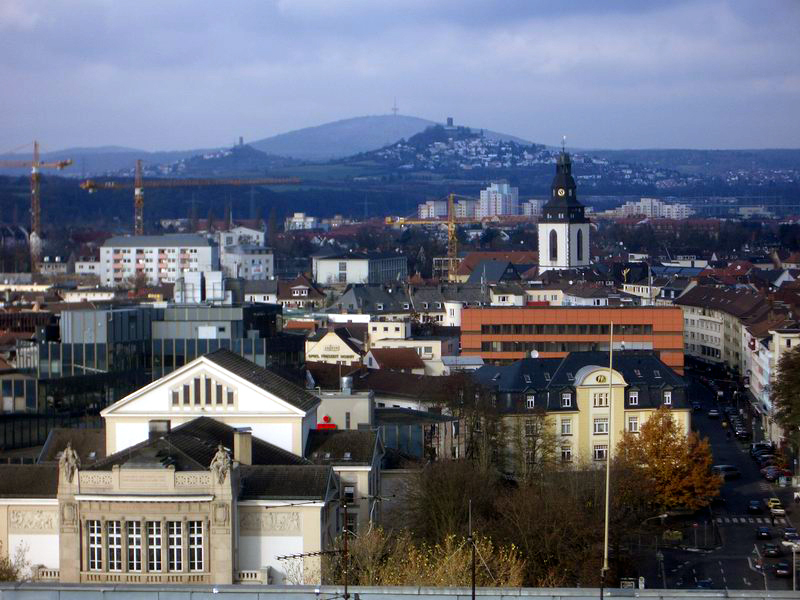
Blick von Gießen vorbei an den Burgen Vetzberg (links) und Gleiberg (rechts) zum Dünsberg

Der Höhenzug Zollbuche liegt im Zentrum des Berglands. Von West nach Ost teilt er sich in drei Teilhöhenzüge:
- Schönscheid (498 m) – Westteil, nordwestlich Günterod
- Endbacher Platte (bis 488 m) – Zentrum
  - Alte Berge (460 m), Südausläufer
- Hemmerich (475,7 m) – Ostteil; bildet mit Koppe und Dreisberg das Östliche Dreigestirn des Gladenbacher Berglandes
  - Koppe (454 m) – mit Koppeturm; nahe Gladenbach-Erdhausen, nordöstlich des Hemmerich
  - Dreisberg (448 m) – südwestlich von Mornshausen, östlich der Koppe

#### Krofdorf-Königsberger Forst

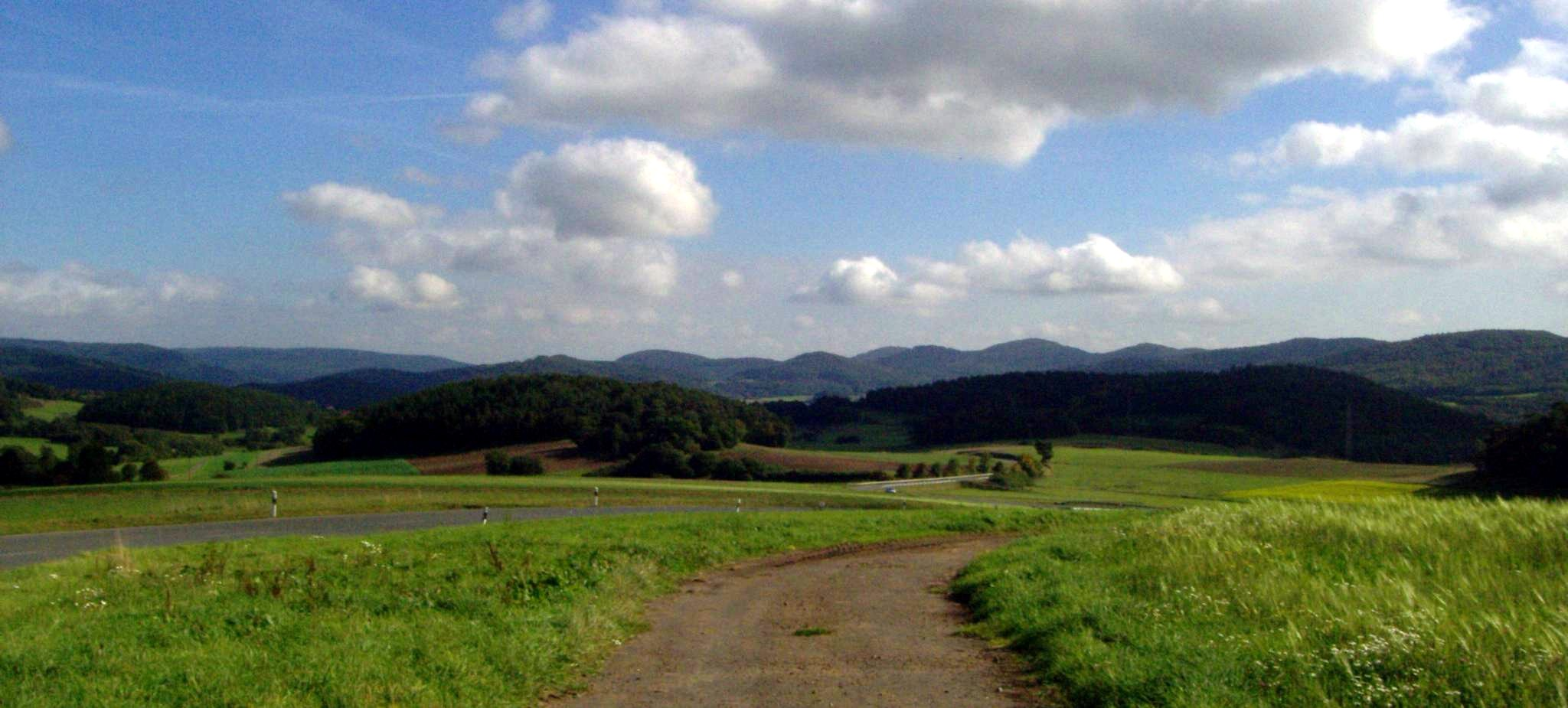
„Skyline“ der Damshäuser Kuppen

Der Krofdorf-Königsberger Forst liegt im Süden und Südosten des Berglands. Er gliedert sich in den Krofdorfer Forst im Nordosten, den singulären Dünsberg und den Königsberger Forst als (Süd-)Westteil. Der Königsberger Forst zieht sich on Ost-West-Richtung vom Altenberg zum Adlerhorst, der Ramsberg liegt außerhalb dieser Linie nördlich des Altenbergs.
- Dünsberg (497,7 m) – östliches Zentrum; Singularität mit Keltenausgrabungsstätten, Fernsehturm und Aussichtsturm
- Altenberg (442 m) – nordwestliches Zentrum, Aussichtsturm
- Ramsberg (ca. 435 m) – Norden; Burg Hohensolms
- Adlerhorst (434,6 m) – Westen, südöstlich von Oberlemp
- Krofdorfer Forst (bis 355,1 m) – Osten; großes zusammenhängendes Waldgebiet, das den Dünsberg nach Osten mit dem Lahntal verbindet
- Königstuhl (348,4 m) bzw. Himberg – Süden; eine der südlichsten Erhebungen des Gladenbacher Berglandes

#### Damshäuser Kuppen
Die Damshäuser Kuppen liegen im Nordosten des Berglands
- Rimberg (497,1 m) – östlicher Norden; mit Aussichtsturm
- Kappe (493,5 m) – westlicher Norden
- Schweinskopf (473 m) – nördlicher Westen, bei Dautphetal-Herzhausen
- Eichelhardt (465 m) – Nordwesten
- Dusenberg (457 m) – äußerster Westen, bei Dautphetal-Herzhausen
- Hornberg (451 m) – äußerster Nordwesten
- Hungert (411,5 m) – äußerster Nordosten; pyramidale Kuppe an der Nahtstelle zum Marburger Rücken
- Hohenfels (402 m) – Burg Hohenfels
- Auersberg (gut 390 m) – Osten, zwischen Elnhausen, Nesselbrunn und Dilschhausen
- Donnerberg (369,7 m) – Südosten, nordöstlich von Gladenbach

#### Hörre

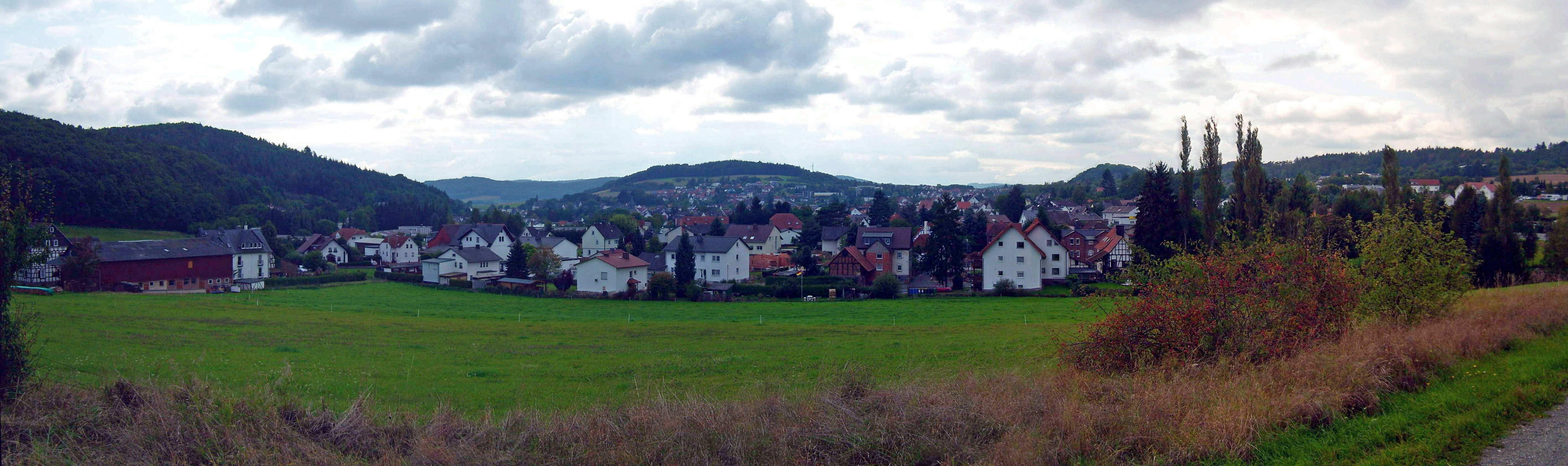
Blick von der B 255 auf Gladenbach; im zentralen Hintergrund der Lammerich, links der nördliche Fuß des Kirchbergs

Die Hörre bildet den Südwesten des Berglands.
- Alteburg (445,1 m) – westlich des Zentrums
- Windfeld (422 m) – Norden, in nächster Nähe zur Aar zwischen Bicken und Offenbach nebst Bundesstraße 255
- Roßberg (392,2 m) – Nordosten, südlich von Bischoffen und südöstlich des Aartalsees
- Koppe (354 m) – Süden, westlich von Kölschhausen

#### Hügelländer
Das Niederweidbacher Becken liegt südlich des Zentrums des Berglands. das Salzbödetal schließt sich nordöstlich an und liegt nordöstlich, östlich und südöstlich des Zentrums; ganz om Nordosten liegt die Elnhausen-Michelbacher Senke. Die Hügel an der Wasserscheide zwischen Aar und Vers werden noch zum Niederweidbacher Becken gezählt, die Erhebungen zwischen Salzböde und Allna zum Salzbödetal
- Bergwald (im Osten bis 392 m) – östlich des Zentrums des Niederw2eidbacher Beckens
- Kirchberg (362,3 m) – Norden des Salzbödetals, östlich von Gladenbach
- Lammerich (357 m) – Norden des Salzbödetals, südwestlich von Gladenbach

## Allgemeine Quellen
- Karten und Daten des Bundesamtes für Naturschutz (Hinweise)
- Landschaftssteckbriefe des Bundesamtes für Naturschutz (Hinweise)
  - 32001 Lahn-Dill-Bergland
  - 32002 Gladenbacher Hügelland und Oberes Lahntal